# Flugplatz Dittingen

i7
i11
i13
Der Flugplatz Dittingen ist ein privater Segelflug-Flugplatz in Dittingen im Kanton Basel-Landschaft. Er wird durch die Segelfluggruppe Dittingen betrieben.

## Lage
Der Flugplatz liegt etwa 2 km nördlich von Laufen auf dem Gebiet der politischen Gemeinde Dittingen. Naturräumlich liegt der Flugplatz auf einer Anhöhe über dem Ort Dittingen nördlich des Laufentals.

## Flugbetrieb
Am Flugplatz Dittingen findet ausschliesslich Flugbetrieb mit Segelflugzeugen statt. Die Segelflugzeuge starten per Flugzeugschlepp. Der Flugplatz verfügt über eine 620 m lange Start- und Landebahn aus Gras. Landungen sind ausschliesslich in Richtung der Piste 29 erlaubt; Starts mit Motorflugzeugen sind ausschliesslich in Richtung der Piste 11 erlaubt. Der Flugplatz ist für auswärtige Motorflugzeuge gesperrt. Nicht am Platz stationierte Segelflugzeuge benötigen eine Genehmigung des Platzhalters (PPR), um in Dittingen landen zu können.

## Geschichte
Die Segelfluggruppe Dittingen wurde im Jahr 1933 gegründet. Sie führt seit 1958 mehr oder weniger regelmässig die Dittinger Flugtage durch. Seit 1993 werden die Flugtage in einem Zweijahresrhythmus durchgeführt.